# Antoine-Louis-Octave de Choiseul-Gouffier
Antoine Louis Octave de Choiseul Gouffier est un parlementaire français et un officier, né à Paris le 13 décembre 1773, mort à Florence le 4 novembre 1840.

## Biographie
Octave de Choiseul Gouffier nait à Paris, paroisse Saint Roch, le 13 décembre 1773, fils de Marie Gabriel Florent Auguste de Choiseul Gouffier, alors capitaine de cuirassiers, et de Adélaïde Marie Louise de Gouffier.
Son père sera plus tard explorateur en Grèce, ambassadeur du Roi de France à Constantinople, membre de l'Académie française, lieutenant général des armées du Roi, Pair de France héréditaire.
Il a quinze ans en 1789 quand il rejoint son père en Grèce, puis à Constantinople.
Il y reste jusqu'à ce que son père quitte son ambassade en 1793 pour émigrer en Russie, où l'impératrice Catherine II les accueille.
Il sert ensuite comme officier de la garde de l'impératrice et participe notamment avec le grade de lieutenant à la prise de Varsovie, en 1795.
Il est fait chevalier de l'ordre de Saint Georges et finira comme colonel de la Garde impériale.
Il sert aussi l'empereur Alexandre Ier comme chambellan .
S'étant marié en 1801, il fonde à l'initiative de l'empereur Paul Ier un prieuré de l'ordre de Malte dans les domaines lituaniens de son épouse.
À la suite du décès de son père, en 1817, il est appelé en 1819 à lui succéder comme Pair de France héréditaire.
Par ordonnance du Roi Louis XVIII, le 31 août 1817, il reçoit le titre de comte-pair héréditaire, confirmé par lettres patentes du 29 mai 1819.

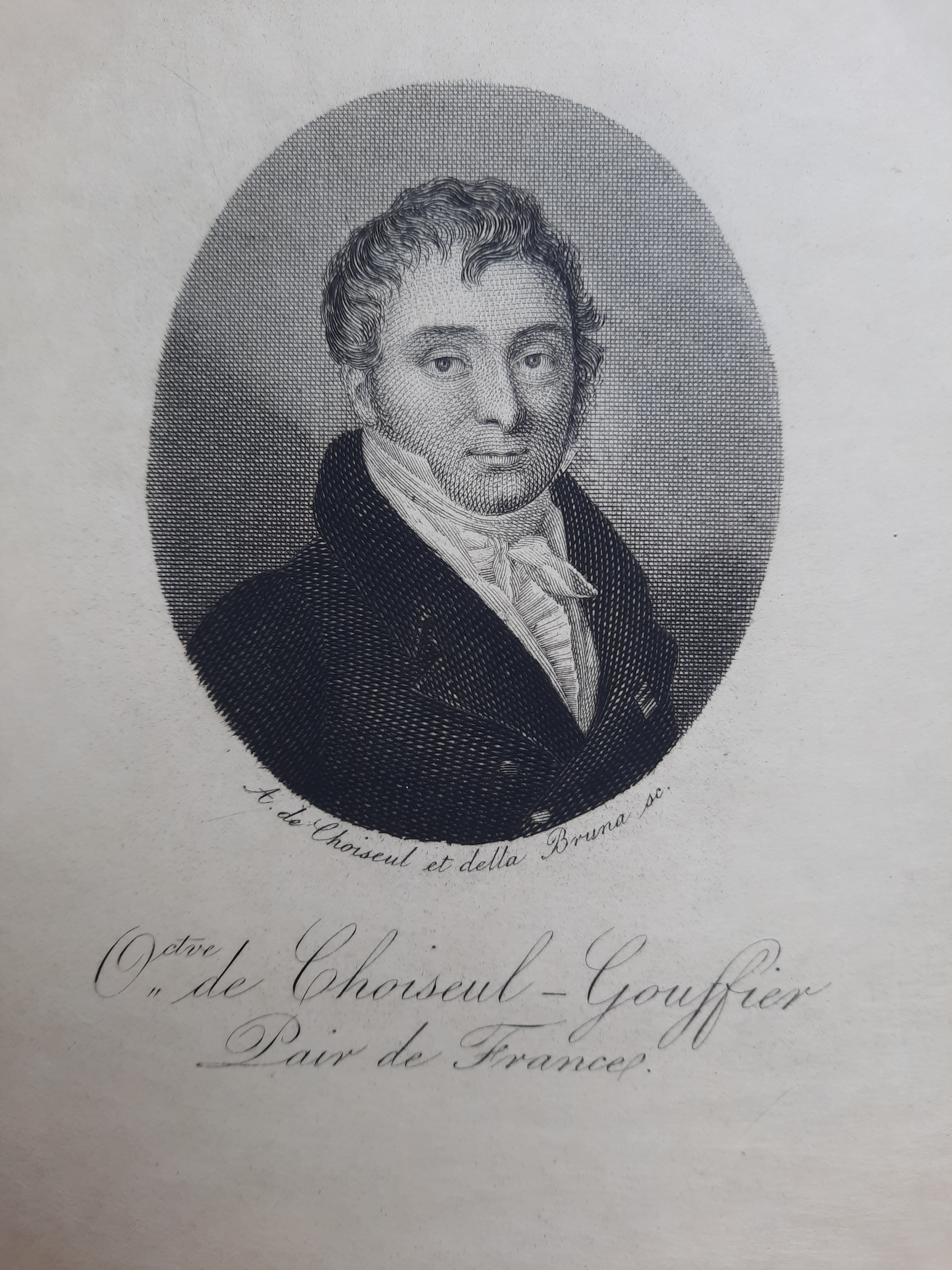
Octave de Choiseul Gouffier

Il continue à siéger à la chambre des pairs après la révolution de juillet 1830 et jusqu'à sa mort.
Il hérite du domaine de Plateliai, en Lituanie, donné à son père par le tsar Paul 1er de Russie. Sa seconde épouse, Sophie, en fait reconstruire le manoir dans les années 1840 et aménager autour un parc à l'Anglaise. Elle y réside fréquemment jusqu'à sa mort, en 1878. Leur descendance conserve ce domaine jusqu'à la première occupation soviétique de la Lituanie, à partir de juin 1940.

### Distinctions
- Chevalier de l'ordre royal et militaire de Saint Louis
- Chevalier de l'ordre impérial et militaire de Saint-Georges

### Mariages et descendance

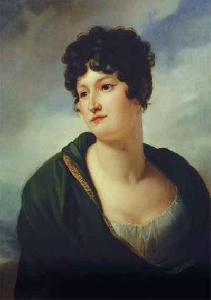
Victoire Potocki par François Gérard.

Il épouse à Saint-Pétersbourg en 1801 (union dissoute), Victoria Potocka, (château de Toultchyn, Ukraine, 10 octobre 1779 - Moscou, 27 juin 1826), remariée avec le général russe Alexeï Bakhmetev, fille du comte Stanislas Potocki, général de l'armée polonaise, puis de l'armée russe (1753-1805) et de la comtesse Joséphine Mniszech (1752-1798), sa première épouse. Le portrait de Victoria a été peint en 1810 par François Gérard.
Il se remarie à Rokiskis (Lituanie) le 3 février 1818 avec Sophie, comtesse Tiesenhaus, demoiselle d'honneur de l'impératrice de Russie (Vilnius, 1792 - Nice, 21 mai 1878), inhumée au cimetière des Champeaux de Montmorency, fille du comte Ignace Tysenhaus (pl), général de l'armée polonaise, et de Marie Przezdziecka.
Écrivain, elle est l'auteur de plusieurs ouvrages publiés en langue française et était issue d'une branche de la famille Tiesenhausen implantée au manoir de Rokiskis (lt).
Du premier mariage :
- Edouard de Choiseul Gouffier (Iași, 4 août 1802 - 1827), marié en 1822 avec la princesse Warwara Grigorievna Galitzine (1802 -  Odessa, 1873), dont une fille ;
  - Théophila de Choiseul Gouffier (ca 1825 - Paris 7e, 9 juin 1891), mariée à Bade (Allemagne) le 3 octobre 1843 avec Alfred Augustin Joseph de Maussion Montgoubert, chef d'escadrons, aide de camp du général Berthier, dont postérité ;
- Alexandre de Choiseul Gouffier (4 août 1802 - 6 mars 1872), marié le 10 janvier 1827 avec Héléna Swieztowska ( - Zmirynska, Ukraine, 17 janvier 1886), dont ;
  - Emmanuel de Choiseul Gouffier (16 mars 1831 - ) ;
  - Marie Adeline de Choiseul Gouffier (14 août 1834 - 17 février 1888) ;
  - Théobald de Choiseul Gouffier (Grand Gimerinka, Russie, 23 mai 1836 - château de Razat, Thiviers, novembre 1917), marié à Paris 7e le 10 juillet 1880 avec Bathilde de Lupel (1849-1928), sans postérité.

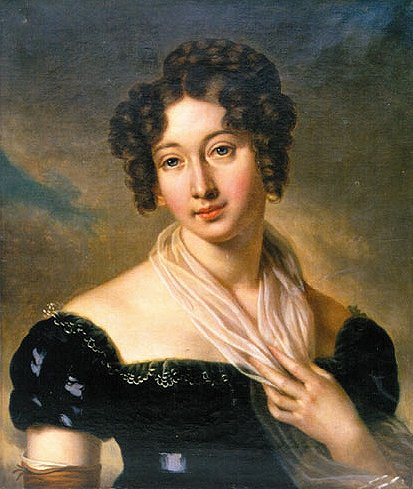
Sophie de Choiseul Gouffier, née Tiesenhaus, par Johann Baptist von Lampi

- Sophie de Choiseul Gouffier, née Tiesenhaus, par Johann Baptist von LampiArtus Octave François de Choiseul Gouffier (29 février 1804 - Dresde, 1er octobre 1834), marié en 1826 avec   la comtesse Wanda Niesolowska ( - Teplice, 27 septembre 1837), dont : 
  - Erard, comte de Choiseul Gouffier, auteur d'un livre publié en 1871, La Russie et le panslavisme, (Klaipeda alias Memel, Lituanie, 14 décembre 1829 - château de Chartrettes, 30 mai 1908), marié le 24 septembre 1853 avec Antoinette Iwanowicz (Kovno alias Kaunas, Lituanie, février 1835 - Nice, 31 janvier 1881), dont :
    - Wanda Pranède de Choiseul Gouffier (Kalmèle alias Kalneliai, Lituanie, 21 juillet 1854 - Caen, 13 juin 1927[10]), mariée à Nancy le 26 novembre 1875 avec Romuald Majer de Lewalt (1844-1915), dont postérité ;
    - comte Alfred de Choiseul Gouffier, chef de bataillon d'infanterie, croix de guerre 1914-1918, chevalier (1900) puis officier (1918) de la Légion d'honneur, célibataire (Kalneliai, Lituanie, 9 septembre 1855 - Paris 16e, 21 mars 1944) ;
    - Marcelline de Choiseul Gouffier (Dresde, Saxe, 29 mars 1862 - château de Chartrettes, 4 avril 1942), mariée à Paris 7e le 7 juillet 1883 avec Joseph, comte de Courtaurel de Rouzat, secrétaire d'ambassade (1848- 1904), dont une fille.

  - Alix de Choiseul Gouffier, écrivain (Vilnius, 29 février 1832 - Paris 8e, 4 novembre 1915), inhumée au cimetière de Picpus, avec sa sœur[11], mariée à Paris le 4 juin 1857 avec Frédéric de Janzé, vicomte de Janzé (1817-1900) puis à Paris 8e le 2 décembre 1903 avec le prince Charles de Faucigny Lucinge (1824-1910), sans postérité des deux mariages ;
  - Idalie de Choiseul-Gouffier (Jezaline, Pologne, 26 août 1834 -  Paris 16e, 18 mars 1918), inhumée au cimetière de Picpus, mariée à Paris 8e le 18 mai 1865 avec le comte Oscar de Poli (1838-1908), dont postérité ;
- Mathilde Joséphine Catherine, dite Octavovna de Choiseul Gouffier ( mars 1806 - Kiev, octobre 1867[12]), mariée avec le prince Sergueï Danilovitch Koudachev, chambellan de l'empereur de Russie, gouverneur de Kiev (1795-1862), dont postérité : tous deux sont notamment les grands-parents de Nicolas Berdiaev ;

Du second mariage :
- comte Alexandre Ladislas Ignace Octave de Choiseul Gouffier (Grigny, Essonne, 30 octobre 1821[13] - Paris 8e, 3 mai 1896[14]), baptisé à Saint Petersbourg le 9 août 1824, il a pour parrain l'empereur Alexandre 1er de Russie[15]. Il épouse à Szawkiany (Lituanie) le 17 novembre 1870 la comtesse Sophia Hutten Czapska, dont postérité à Plateliai :
  - Marie Sophie Léontine de Choiseul Gouffier (Plateliai, 6 novembre 1871 - Plateliai, 27 novembre 1930, inhumée à Plateliai) ;
  - Gabriel de Choiseul Gouffier (Plateliai, 20 décembre 1873 - Kaunas, 14 mai 1935, inhumé à Plateliai), marié avec Matylda Puslowska ( - 1942), inhumée au cimetière des Champeaux, à Montmorency, dont : Irène Gabrielle de Choiseul Gouffier (Ojcow, 15 septembre 1904 - Paris 2e, 21 octobre 1996), mariée à Paris 16e le 25 avril 1927 avec Alfred d'Arnaud de Vitrolles (1897-1940), dont postérité ;
  - Alexandre Casimir Ludovic de Choiseul Gouffier (Plateliai, 21 février 1876 - Varsovie, 6 juin 1909) ;
  - Ludovic de Choiseul Gouffier, admis en 1937 à l'Association d'entraide de la noblesse Française [16] (Plateliai, 9 septembre 1880 - Genève, Suisse, 7 janvier 1949)[17].

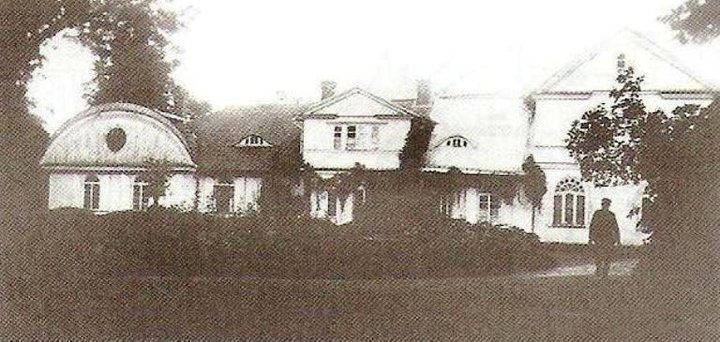
Plateliai (Lituanie) - Manoir